# Colditz
Pour les articles homonymes, voir Colditz (homonymie).
Colditz est une ville allemande de Saxe, située dans l'arrondissement et le district de Leipzig. La ville avait une population de 5 188 habitants en 2005.
Elle est célèbre pour son château, devenu asile psychiatrique, puis camp de prisonniers pendant la Première Guerre mondiale et Oflag pendant la Seconde Guerre mondiale.

## Géographie
La ville se situe au centre du bassin lipsien dans le nord-ouest de la Saxe, à 35 km au sud-est de Leipzig. Elle est arrosée par la Mulde de Zwickau.

## Histoire
| Appartenances historiques Margraviat de Misnie 1309-1423 Électorat de Saxe 1423-1806 Royaume de Saxe 1806–1918 République de Weimar 1918–1933 Reich allemand 1933–1945 Allemagne occupée 1945–1949 République démocratique allemande 1949–1990 Allemagne 1990–présent |

Les premières traces historiques de Colditz remontent à 1046 sous le nom de Cholidistcha. L'empereur Henri IV permit au margrave Wiprecht de Groitzsch, de construire un château sur la colline dominant la rivière. Un village autour du château et de la place du marché se forma et l'on construisit l'église Saint-Nicolas au XIIe siècle. Le village s'entoure de fortifications en 1265. Il est reconstruit au XVIe siècle, après un incendie accidentel.
À partir du XVIIe siècle, des filatures se créent et au siècle suivant, on utilise l'argile locale pour la porcelaine de Saxe, notamment de Meissen. Une fabrique de porcelaine ouvre en 1804 (Thomsberger & Hermann).

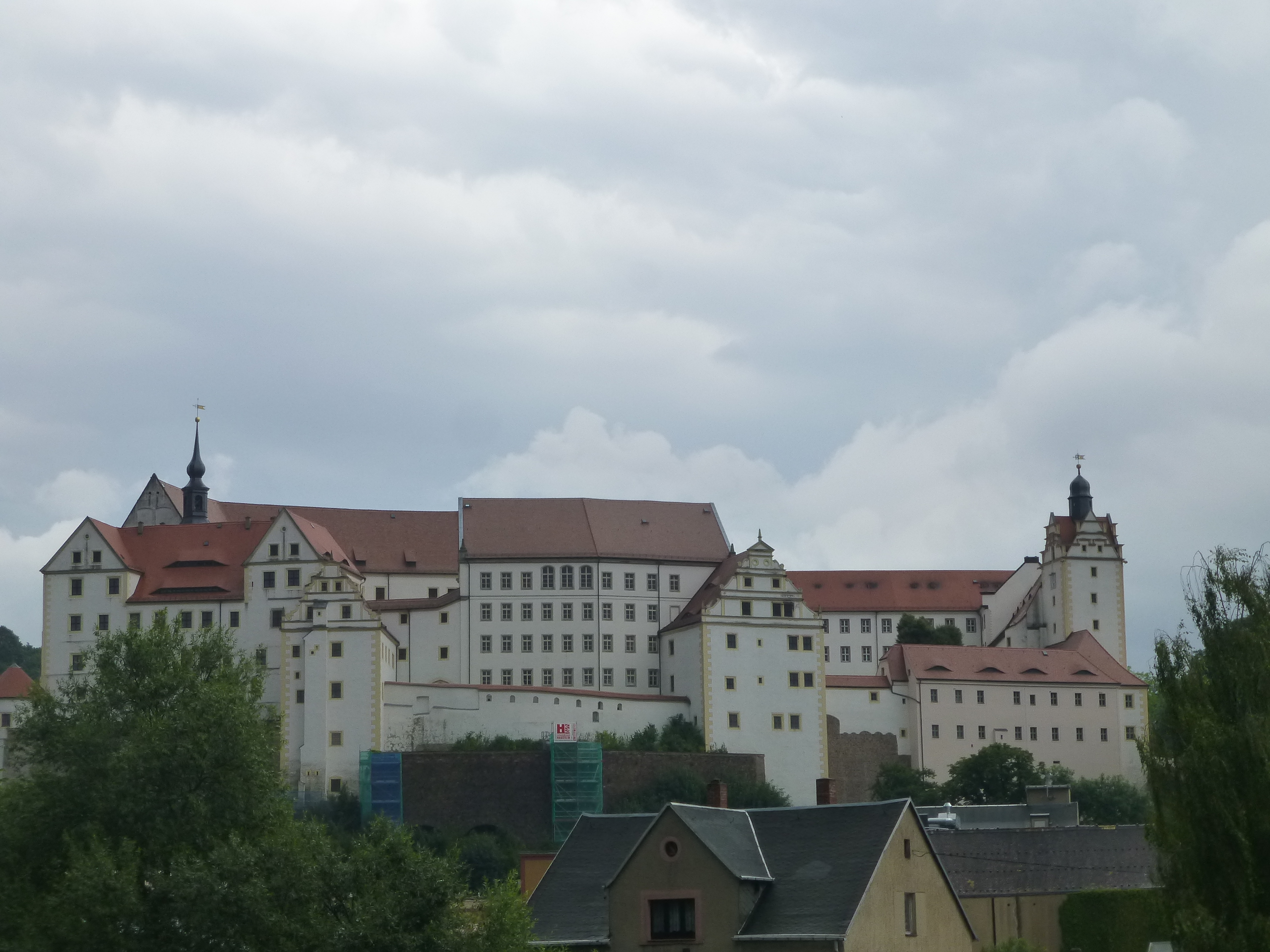
Château de Colditz.

À partir de juin 1940, le château de Colditz est utilisé comme prison pour des centaines d'officiers alliés. Plusieurs sont transférés à Lübeck en 1943, aussitôt remplacés par d'autres officiers. La ville est prise par des unités du 5e corps de la 9e Armée US, le 16 avril 1945.
La ville est épargnée par les bombardements alliés de 1944-1945.
Selon les accords de Potsdam, la région est ensuite incluse dans la zone d'occupation soviétique, à partir de juin 1945 et la Saxe fait partie de la République démocratique allemande entre 1949 et 1990.
Depuis la réunification de 1990, la ville se tourne vers le tourisme.

## Politique et administration
La municipalité est dirigée par un conseil de 18 membres. Le bourgmestre est Robert Zillmann (indépendant) depuis le 1er juin 2018.

## Personnalités
- Clemens Pickel